# Синклер, Джордж, 6-й граф Кейтнесс
Джордж Синклер, 6-й граф Кейтнесс (англ. George Sinclair, 6th Earl of Caithness; умер в мае 1676 года) — шотландский аристократ, 6-й граф Кейтнесс и глава клана Синклер (1643—1676), шотландского клана Северо-Шотландского нагорья.

## Ранняя жизнь
Джордж Синклер, 6-й граф Кейтнесс, был сыном Джона Синклера, мастера Берридейла (умер в 1639), и его жены Джин Маккензи (умерла в 1648), дочери Колина Маккензи, 1-го графа Сифорта. Его дедушкой и бабушкой по отцовской линии были Уильям Синклер, лорд Берридейл, и Мэри Синклер, дочь Генри Синклера, лорда Синклера. Уильям Синклер, лорд Берридейл, в свою очередь, был сыном Джорджа Синклера, 5-го графа Кейтнесса (1566—1643).
Джордж Синклер, 6-й граф Кейтнесс, сменил своего прадеда и стал наследником Джона, мастера Берридейла, своего отца в графстве Кейтнесс 21 марта 1644 года.

## Граф Кейтнесс

### Гражданская война
После реставрации Стюартов граф Кейтнесс стал роялистом и активно подавлял ковенантов. Он был членом Тайного совета Шотландии и лордом-лейтенантом графства Кейтнесс. Член клана Синклеров, Джон Синклер из замка Данбит, присоединился к роялисту Джеймсу Грэму, 1-му маркизу Монтрозу, и был с ним в битве при Карбисдейле в 1650 году.
Джордж Синклер, 6-й граф Кейтнесс, присутствовал вместе с Арчибальдом Кэмпбеллом, 1-м маркизом Аргайлом, когда Оливер Кромвель был провозглашен «Главным судьей трех наций».

### Смерть и спор за графство Кейтнесс
В 1657 году Джордж Синклер, 6-й граф Кейтнесс, женился на Мэри Кэмпбелл (умерла в 1690/1691), дочери Арчибальда Кэмпбелла, 1-го маркиза Аргайла, и леди Маргарет Дуглас, но детей у него не было. Он умер в замке Турсо в 1676 году. На момент своей смерти он также был старейшиной церкви Турсо. 3 мая 1676 года было записано, что «г-н Эндрю Манро, министр Терсо, действительно заявил, что граф Кейтнесс, которого посетила тяжелая болезнь, искренне желал, чтобы все братья Пресби помнили его в публичных и частных молитвах к Богу, и это желание было сердечно удовлетворено».
Графство Кейтнесс было в большом долгу, и он передал поместья и титул своему главному кредитору, Джону Кэмпбеллу из Гленорхи (1636—1717), который после смерти Синклера был назначен графом Кейтнессом по патенту. Однако это было оспорено Джорджем Синклером из Кейса (умер в 1698), сыном Фрэнсиса Синклера из Нортфилда, который, в свою очередь, был младшим сыном Джорджа Синклера, 5-го графа Кейтнесса. 13 июля 1680 года Кэмпбелл из Гленорхи повел отряд из 800 человек на север, чтобы выселить Синклера из Кейса, который ждал его с 500 людьми возле Уика Разгоряченные выпивкой, Синклеры атаковали силы Кэмпбеллов и были разбиты в так называемой битве при Альтимарлахе. Легенда гласит, что было убито так много Синклеров, что Кэмпбеллы смогли пересечь реку, не замочив ног. Однако в 1681 году Тайный совет Шотландии поддержал Джорджа Синклера из Кейса, который стал 7-м графом Кейтнесса, а Кэмпбелл из Гленорхи стал графом Бредалбейна и Холландом.